# Jak ševci zvedli vojnu pro červenou sukni
Jak ševci zvedli vojnu pro červenou sukni je kniha pro děti z roku 1979. Jedná se o poslední větší pohádkové dílo spisovatele Václava Čtvrtka. Ten napsal přes 80 pohádek pro děti a mládež, a na motivy jeho děl vznikly i velmi oblíbené večerníčky, např. „O loupežníku Rumcajsovi“, „O makové panence“.
Kniha vypráví příběh o ševcovském tovaryši Kubovi z Jičína, který se zamiluje do Stáziny a chce si ji vzít za ženu. V cestě mu ale stojí správce zámku Kolomajzna, který si Stázinu nárokuje a pošle Kubu na vojnu až do Vídně. Stázina se se svojí matkou snaží svatbu za každou cenu překazit a zatím se jim to daří. Jejich svatba se oddaluje a Stázina stále myslí na Kubu. Než se opět setkají, musí překonat různé překážky a nástrahy. Na cestě ke Stázině mu pomáhají vodník Čepeček, Česílko, Kebule a víla Andulka.

## Děj
Stázina, dcera vdovy Slaměny, pase na poli krávu, když v tom ji vyruší mládenec Kuba, ševcovský tovaryš z Jičína. Dají se do řeči a zamilují se do sebe. Když se Stázina vrací do chalupy, slyší, jak na dvoře smlouvá knížecí správce Kolomajzna s matkou Slaměnou. Kolomajzna chce Stázinu za ženu, Slaměně se to samozřejmě vůbec nelíbí a je nešťastná. Pokud Stázinu nedostane, zabaví jim chalupu, krávu a pozemek jim nechá oplotit. Stázina se rozhodne přistoupit na podmínky Kolomajzny, aby se matka měla dobře a o nic nepřišla. Celá smutná jde Stázina ze zámku domů, potká Kubu a vše mu řekne. Kuba se rozzlobí a za Kolomajznou dojde. Kolomajzna si nechce nechat zkazit plány se Stázinou, proto nechá Kubu zatknout. Kuba ale stihne utéct a vrací se ke Stázině domů. Stázina sedí smutná u okna a přemýšlí nad tím, co ji čeká. Netrvalo dlouho a Kubu našli, oblékli mu vojenský kabát a byl poslán na vojnu až do Vídně k císařpánovi na stráž. 
Kolomajzna se připravuje na svatbu a Stázina se potká s vodníky Čepečkem a Česílkem, kterým natočila vodu. Ti se ji snažili pomoct a přeměnili se na dva bělouše, kterými se bude chtít dopravit na svatbu. Vodník Kebule ale zjistí, že Čepeček a Česílko jí chtějí pomoct a na svatbu s ní nedojet. Jde za Kolomajznou a prozradí mu jejich plán. Kolomajzna proto odřízne konce opratí, nastaví je lýkem a tím Česílkovi a Čepečkovi překazí plán. Zavře je do vězení bez vody a Stázinu do komory s oknem do zadního dvora.
O neúspěšné svatbě se vdova Slaměna dozvídá až odpoledne a rozhodne se jít do zámku Stázinu navštívit. Stráž ji nechce pustit, ale po delším smlouvání se to Slaměně přece jen podaří. Cestou ke komoře, kde je Stázina uvězněná, objeví hastrmany a ti ji prosí o vodu. Když jim Slaměna nese v dlaních vodu, odhalí ji stráže, ale naštěstí se jí podaří včas utéct. Mezitím Stázina uvězněná v komoře pláče a vítr roznáší její slzy po dvoře. Jedna slza přistála Česílkovi na hřbetu ruky – ten si vytrhl vlas a slzu rozpůlil. Každý z vodníků slízl svoji půlku, kouzlem se proměnili na dva pramínky a proklouzli oknem ven. 
Oba vodníci, Čepeček a Česílko, se vydali do Vídně za Kubou, aby mu řekli, že ke svatbě ještě nedošlo. Kuba si ze smutku vystřelil ze zbraně, aniž by očekával co všechno tím způsobí. Tou ranou si císař pán zase rozvzpomenul a samou radostí se chtěl Kubovi odvděčit, tak z něho udělal svého ševce. To Kubu moc nepotěší, protože by se raději vrátil do Jičína za Stázinou. Napíše alespoň ševci Kacmarovi dopis, aby vyhlásil císařpánovi vojnu a tím se vrátí zpátky do Jičína. Kacmar tak udělá a císař pán s Kubou a svým vojskem zamíří k Jičínu. Kuba jim ukazuje cestu a radí, aby chodili dokola a zamotali tak Kacmarovi hlavu. Když všichni za pochodu usnuli, Kuba se nenápadně vyplížil a šel za Kacmarem vymyslet, co provedou. Díky vodnickým kouzlům, která zatopila město, byl císař pán i s vojskem na cestě zpátky do Vídně dříve, než Kuba s Kacmarem stihli cokoliv udělat. Vodníci dokázali zaplavit celé okolí Jičína a císař pán byl nucen vrátit se zpátky do Vídně. Kuba s Kacmarem slaví vítězství a Kuba se chystá na svatbu se Stázinou.

## Přijetí díla
Díla Václava Čtvrtka jsou veselá a dětem přinášela radost. Většinou se příběh odehrávaly v Jičíně, kam se Václav Čtvrtek přestěhoval za dědečkem během první světové války. Nejvíce oblíbené jsou právě jeho pohádkové knihy, které se později staly předlohou pro animované večerníčky. Podle názoru Svatavy Urbanové je právě dílem Jak ševci zvedli vojnu pro červenou sukni dovršeno Čtvrtkovo „vypravěčské mistrovství“. Šlo o poslední větší autorův pohádkový text, jeho rukopis odevzdal v říjnu 1976 a v listopadu téhož roku zemřel. Milada Matějovicová dílo popsala jako „krásnou pohádku o dobrých prostých lidech, jejich lásce, o statečnosti, s níž bojují proti všem zlořádům a nepravostem, o spravedlnosti, pro jejíž vítězství se spojí všech poctivé síly tohoto světa – ševci, dobří vodníci i víly“.
Za významný úspěch Čtvrtkových pohádek lze považovat jejich zdařilé provedení do podoby animovaných seriálů. Autor s televizí spolupracoval už od druhé poloviny šedesátých let a staly se tak jedněmi z nejúspěšnějších televizních programů pro děti. Podle knižní předlohy tak vznikla v roce 1989 filmová verze večerníčku O Kubovi a Stázině, který je dodnes dětmi velmi oblíbený,. Režisér Karel Trlica si ke spolupráci na večerníčkovi přizval výtvarníka Jiřího Kalouska.